# Phường 2, thành phố Sóc Trăng
Phường 2 là một phường thuộc thành phố Sóc Trăng, tỉnh Sóc Trăng, Việt Nam.

## Địa lý
Phường 2 nằm ở trung tâm thành phố Sóc Trăng, có vị trí địa lý:
- Phía đông giáp Phường 1 và Phường 3
- Phía tây giáp Phường 7 và huyện Mỹ Tú
- Phía nam giáp Phường 3 và Phường 10
- Phía bắc giáp Phường 6.

Phường 2 có diện tích 6,16 km², dân số năm 2022 là 30.187 người, mật độ dân số đạt 4.892 người/km².

## Hành chính
Phường 2 được chia thành 7 khóm: 1, 2, 3, 4, 5, 6, 7.

## Lịch sử
Sau năm 1975, Phường 2 là một phường thuộc thị xã Sóc Trăng.
Ngày 30 tháng 10 năm 1995, Chính phủ ban hành Nghị định số 70-CP về việc sáp nhập 20,07 ha diện tích tự nhiên và 194 nhân khẩu của xã Phú Mỹ thuộc huyện Mỹ Tú vào Phường 2.
Phường 2 có 599 ha diện tích tự nhiên và 14.034 nhân khẩu.
Ngày 8 tháng 2 năm 2007, Chính phủ ban hành Nghị định số 22/2007/NĐ-CP về việc thành lập thành phố Sóc Trăng thuộc tỉnh Sóc Trăng. Phường 2 trực thuộc thành phố Sóc Trăng.